# Gliricidia maculata
Gliricidia maculata, llamada popularmente palo de sol, es una especie de la familia Fabaceae nativa de Centroamérica.

## Descripción
Árbol o arbusto caducifolio que mide de 2 a 15 metros de altura (puede alcanzar los 20), con un diámetro de 25 a 60 cm, aunque normalmente no supera los 30 cm. El tronco puede ser algo torcido, muy ramificado en ocasiones desde la base. La copa es irregular y bastante amplia. Hojas compuestas (imparipinnadas) con 7 a 25 folíolos opuestos de forma ovada a elíptica y márgenes enteros. 
Las flores, que exhalan una fragancia dulce, son de color rosa, surgen en racimos de entre 15 a 50 florecillas en las axilas donde estuvieron las hojas, ya que este árbol florece tras su caída.

El fruto es una vaina plana dehiscente de unos 10 a 20 cm de largo por 1 a 3 de ancho, de color verde amarillento al principio y más oscura al madurar. Cada vaina alberga 3 a 10 semillas.

## Distribución y hábitat
Se distribuye desde el sur de México, por toda América Central hasta Colombia, Venezuela y las Guayanas, además de haber sido introducida en muchas áreas tropicales de América del Sur, el Caribe, Hawái, oeste de África, sureste de Asia y Australia, donde se ha naturalizado.
 Es un árbol muy adaptable, por lo que ha ocupado muy diversos ecosistemas, desde dunas costeras, riberas de ríos, laderas de montaña, áreas perturbadas a llanuras inundables. Crece preferiblemente en climas subhúmedos y se adapta a casi todo tipo de suelos, excepto los que no drenan.

## Usos
De usos muy diversos debido a la calidad de su madera, se utiliza para leña por su alto poder calorífico (4,900 kcal/kg); para labores artesanales, ebanistería y construcción.
Las hojas y brotes se utilizan como forraje para el ganado por su alto contenido proteico.

### Medicinales
Las hojas, tallos y corteza se usan para emplastos y en baños para tratar los granos que causan algunas enfermedades como el sarampión. Hojas y corteza  tienen uso antipirético y antiséptico. Sus hojas hervidas alivian el dolor de cabeza y fiebre.

## Taxonomía
Gliricidia maculata fue descrita por ("Humb., Bonpl. & Kunth") Steud. y publicado en Repertorium Botanices Systematicae. 1(4): 679. 1842.
Sinonimia
- Lonchocarpus maculatus (Kunth) DC.
- Lonchocarpus sepium (Jacq.) DC.
- Millettia luzonensis A. Gray
- Robinia hispida L.
- Robinia maculata Kunth
- Robinia sepium Jacq.
- Robinia variegata Schltdl.[2]